# نوئل فان کلافرن
نوئل فان کلافرن (به انگلیسی: Noel van Klaveren) ژیمناست زادهٔ ۲۷ نوامبر ۱۹۹۵ میلادی اهل کشور هلند است.